# Dolichopeza (Dolichopeza) asymmetrica
Dolichopeza (Dolichopeza) asymmetrica is een tweevleugelige uit de familie langpootmuggen (Tipulidae). De soort komt voor in het Australaziatisch gebied.